# Jerzy Świecimski
Jerzy Świecimski (ur. 1927 w Warszawie, zm. 21 stycznia 2012 w Krakowie) – polski muzeolog i malarz, profesor muzeologii teoretycznej, filozof, przyrodnik.

## Życiorys
Ukończył liceum w Radomsku (w 1945 r.), następnie studiował zoologię na Wydziale Matematyczno-Przyrodniczym Uniwersytetu Jagiellońskiego (ukończył w 1951 r.) i grafikę w Katedrze Grafiki Książki krakowskiej ASP u prof. Witolda Chomicza (tytuł artysty plastyka uzyskał w 1956 r.). Był wieloletnim pracownikiem Polskiej Akademii Nauk. Od 1956 r. podjął pracę w Muzeum Przyrodniczym PAN, a później w Pracowni Muzeologicznej (od 1962 r.) przy Instytucie Systematyki i Ewolucji Zwierząt PAN. Dysertację doktorską napisał pod kierunkiem prof. Romana Ingardena na temat teorii ilustracji naukowej, w 1979 r. uzyskał stopień doktora habilitowanego w zakresie muzealnictwa (na Wydziale Filozoficzno-Historycznym UJ) za rozprawę traktującą o ekspozycji muzealnej jako utworze architektoniczno-plastycznym. Tytuł profesora nauk humanistycznych uzyskał w 1992. Autor ponad 100 artykułów i książek.
Zajmował się również projektowaniem i modernizacją wystaw w muzeach, m.in. w Muzeum Żup Krakowskich w Wieliczce, Akademii Gróniczo-Hutniczej w Krakowie, Ojcowskim Parku Narodowym, Muzeum Okręgowym w Nowym Sączu, Bieszczadzkim Muzeum Przyrodniczym w Ustrzykach Górnych, Muzeum Tatrzańskiego Parku Narodowego w Zakopanem.
Członek Międzynarodowej Rady Muzeów (ICOM).
Spuścizna rękopiśmienna, obrazy i rysunki zostały w latach 2004-2012 przekazane do Zbiorów Specjalnych Biblioteki Naukowej PAU i PAN w Krakowie. Ponadto obrazy znajdują się w: Muzeum Narodowym w Krakowie, Muzeum Okręgowym w Bydgoszczy, Muzeum Okręgowym w Chrzanowie, Muzeum Okręgowym w Nowym Sączu, Polskiej Akademii Nauk Oddział w Krakowie, Towarzystwie Przyjaciół Sztuk Pięknych w Krakowie, Instytucie Filozofii UJ, Stacji Naukowej PAN w Paryżu, Uniwersytecie we Fryburgu, ponadto w zbiorach prywatnych w kraju i za granicą. W 2009 Biblioteka Uniwersytetu Kazimierza Wielkiego w Bydgoszczy otrzymała w darze od prof. Świecimskiego 15 jego obrazów.
Pochowany na cmentarzu Rakowickim w Krakowie.
Wystawy indywidualne m.in.:
- 1957 – ZPAP, Kraków
- 1982 – BWA, Galeria Arkady, Kraków
- 1985 – ZPAP, Galeria ART, Kraków
- 1987 – Muzeum Okręgowe w Chrzanowie
- 1983 – Galerie in Zabo, Norymberga
- 2014 – Muzeum Okręgowe w Nowym Sączu
- 2015 – Muzeum Okręgowe w Chrzanowie